# Русини у Сједињеним Америчким Државама
Русини у Сједињеним Америчким Државама су становници Сједињених Америчких Држава са прецима који су Русини, рођени у Карпатској Рутенији или у суседним земљама централне Европе. Међутим, неки Русински Американци, као и Канађански Русини такође или уместо тога се идентификују као украјински Американци.
Од револуције 1989. дошло је до оживљавања у русинском национализму и самоидентификацији у Рутенији и у русинској дијаспори у другим деловима Европе и Северне Америке.

## Историја
Русини су почели са емиграцијом у Сједињеним Америчким Државама крајем 1870-их и 1880-их година. По доласку у Северну Америку, велика већина Русина идентификовала се са већом државом коју су напустили. Због тога је немогуће знати њихов тачан број. Процењује се да је између 1880. и 1914. године око 225 хиљада карпатско-русинских досељеника дошло на североисток САД. На основу статичке имиграције и евиденције чланства у верским и секуларним организацијама, разумно је претпоставити да има око 620 хиљада Американаца који имају бар једног русинског претка.
У време првог и највећег таласа имиграције (од осамдесетих до 1914), Русинска домовина била је у потпуности смештена у оквиру Аустроугарске. У оба дела Аустроугарске, економска ситуација за Русине је била иста. Њихових отприлике хиљаду села било је смештено на брдовитом или планинском терену, одакле су становници извели егзистенцијално постојање засновано на малој пољопривреди, испаши стоке (нарочито оваца) и сезонском раду на богатијим пашњацима у равничарској Мађарској.
Пошто је зарађивање био главни циљ имиграната, они су се населили првенствено у североисточним и североцентралним државама. Други градови који су привукли Русине били су Њујорк и североисточни Њу Џерзи. До 1920. скоро 80% свих Русина живело је само у три државе: Пенсилванији (54%), Њујорку (13%) и Њу Џерзију (12%).
Као и други источни и јужни Европљани, Русини су ефективно одвојени од остатка америчког друштва због њиховог слабог економског статуса и непознавања енглеског језика.